# ميلوس

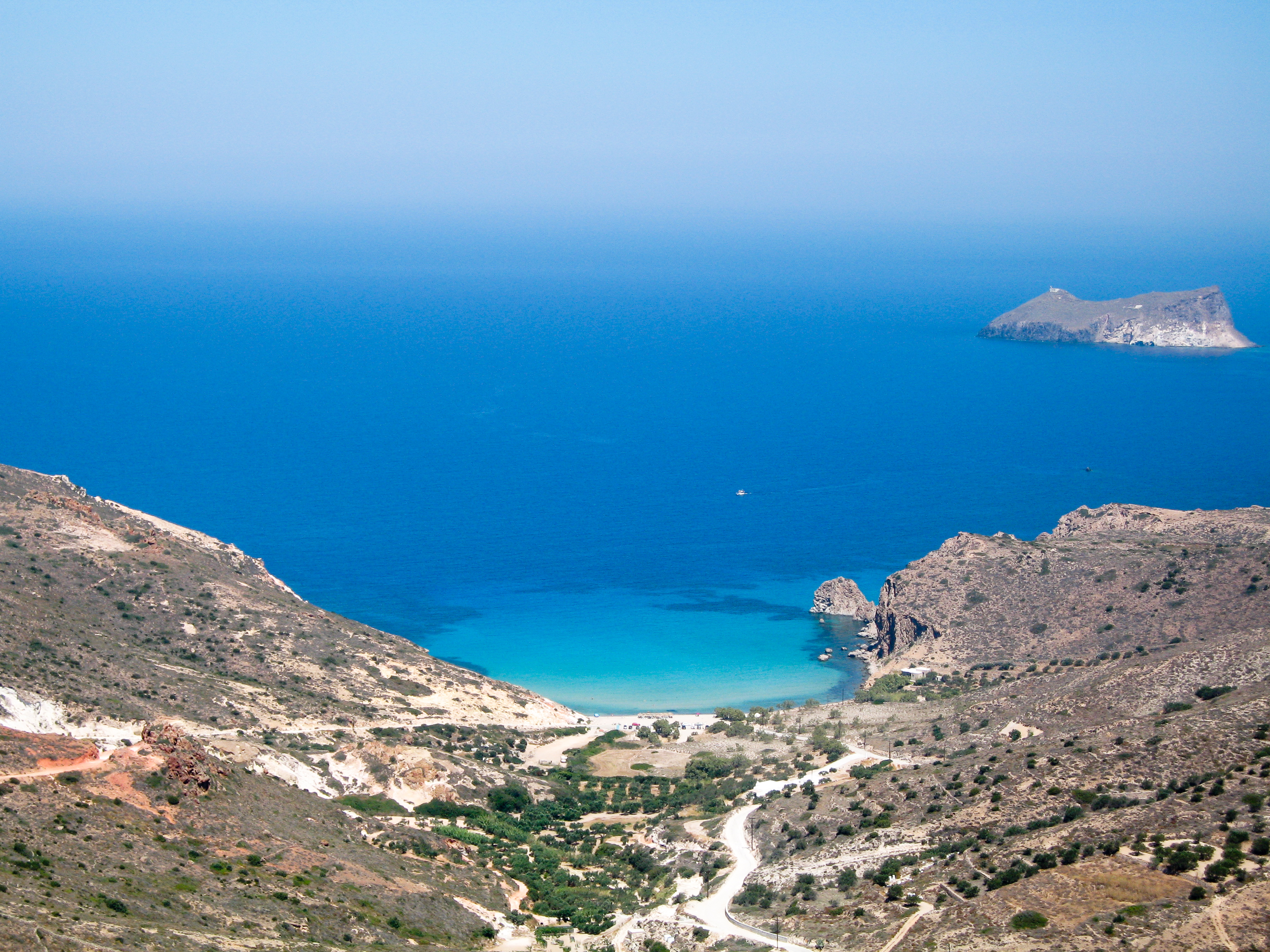
أحد خلجان الجزيرة

ميلوس (Μήλος) هي جزيرة في كيكلاديس في اليونان.
يبلغ عدد سكانها حوالي 780 نسمة. ويذكر ثوكيديدس أن أثينا احتلت الجزيرة عام 416 ق م خلال الحرب البيلوبونيسية وقد كانت الجزيرة محايدة وقتها، وقد قام الجنود الأثينيون بقتل كل الرجال وباعوا الأطفال والنساء عبيدا.

## المناخ
يظهر الجدول التالي التغييرات المناخية على مدار السنة لميلوس:
| البيانات المناخية لـميلوس          | البيانات المناخية لـميلوس | البيانات المناخية لـميلوس | البيانات المناخية لـميلوس | البيانات المناخية لـميلوس | البيانات المناخية لـميلوس | البيانات المناخية لـميلوس | البيانات المناخية لـميلوس | البيانات المناخية لـميلوس | البيانات المناخية لـميلوس | البيانات المناخية لـميلوس | البيانات المناخية لـميلوس | البيانات المناخية لـميلوس | البيانات المناخية لـميلوس |
| الشهر                              | يناير                     | فبراير                    | مارس                      | أبريل                     | مايو                      | يونيو                     | يوليو                     | أغسطس                     | سبتمبر                    | أكتوبر                    | نوفمبر                    | ديسمبر                    | المعدل السنوي             |
| ---------------------------------- | ------------------------- | ------------------------- | ------------------------- | ------------------------- | ------------------------- | ------------------------- | ------------------------- | ------------------------- | ------------------------- | ------------------------- | ------------------------- | ------------------------- | ------------------------- |
| الدرجة القصوى °م (°ف)              | 21.6 (70.9)               | 26.2 (79.2)               | 25.6 (78.1)               | 28.4 (83.1)               | 35.4 (95.7)               | 40.0 (104.0)              | 41.0 (105.8)              | 38.4 (101.1)              | 36.3 (97.3)               | 32.0 (89.6)               | 27.8 (82.0)               | 23.4 (74.1)               | 41.0 (105.8)              |
| متوسط درجة الحرارة الكبرى °م (°ف)  | 12.9 (55.2)               | 13.2 (55.8)               | 14.8 (58.6)               | 18.4 (65.1)               | 22.8 (73.0)               | 27.1 (80.8)               | 28.1 (82.6)               | 27.6 (81.7)               | 25.2 (77.4)               | 21.3 (70.3)               | 18.0 (64.4)               | 14.6 (58.3)               | 20.3 (68.5)               |
| المتوسط اليومي °م (°ف)             | 10.5 (50.9)               | 10.7 (51.3)               | 12.1 (53.8)               | 15.2 (59.4)               | 19.3 (66.7)               | 23.5 (74.3)               | 25.0 (77.0)               | 24.6 (76.3)               | 22.3 (72.1)               | 18.5 (65.3)               | 15.3 (59.5)               | 12.3 (54.1)               | 17.4 (63.3)               |
| متوسط درجة الحرارة الصغرى °م (°ف)  | 8.5 (47.3)                | 8.5 (47.3)                | 9.6 (49.3)                | 12.4 (54.3)               | 15.9 (60.6)               | 19.8 (67.6)               | 21.8 (71.2)               | 21.6 (70.9)               | 19.6 (67.3)               | 16.1 (61.0)               | 13.1 (55.6)               | 10.3 (50.5)               | 14.8 (58.6)               |
| أدنى درجة حرارة °م (°ف)            | −2.0 (28.4)               | −2.0 (28.4)               | 0.0 (32.0)                | 5.4 (41.7)                | 8.0 (46.4)                | 10.0 (50.0)               | 14.0 (57.2)               | 14.2 (57.6)               | 11.6 (52.9)               | 8.0 (46.4)                | 2.8 (37.0)                | 0.0 (32.0)                | −2.0 (28.4)               |
| الهطول مم (إنش)                    | 74.7 (2.94)               | 50.6 (1.99)               | 47.2 (1.86)               | 20.5 (0.81)               | 13.1 (0.52)               | 3.3 (0.13)                | 0.3 (0.01)                | 1.4 (0.06)                | 5.8 (0.23)                | 42.9 (1.69)               | 60.7 (2.39)               | 90.3 (3.56)               | 410.8 (16.17)             |
| متوسط أيام هطول الأمطار (≥ 1.0 mm) | 8.8                       | 7.3                       | 5.7                       | 2.9                       | 1.4                       | 0.3                       | 0.1                       | 0.1                       | 0.9                       | 3.9                       | 5.8                       | 9.0                       | 46.2                      |
| متوسط الرطوبة النسبية (%)          | 73.3                      | 72.5                      | 72.0                      | 67.0                      | 63.5                      | 58.8                      | 60.1                      | 63.4                      | 66.8                      | 71.3                      | 73.9                      | 73.7                      | 68.0                      |
| المصدر: NOAA                       |                           |                           |                           |                           |                           |                           |                           |                           |                           |                           |                           |                           |                           |

## أعلام
- دياغوراس من ميلوس